# Yusuke Shimada
Pour les articles homonymes, voir Shimada.
Yusuke Shimada (島田 裕介, Shimada Yusuke) est un footballeur japonais, né le 19 janvier 1982, dans la préfecture de Saitama, au Japon.